# Paraphytus tai
Paraphytus tai är en skalbaggsart som beskrevs av Yves Cambefort 1984. Paraphytus tai ingår i släktet Paraphytus och familjen bladhorningar. Inga underarter finns listade i Catalogue of Life.